# Adelina Álvarez Bartolomé
Adelina Álvarez Bartolomé (Palencia, 26 de marzo de 1935) es una informática española, reconocida por ser la primera mujer en matricularse en la Escuela de Ingeniería y Telecomunicaciones de la Universidad Politécnica de Madrid en 1952. En 1965, Álvarez Bartolomé y sus compañeras María de los Remedios Uriel Aguirre y María Teresa Vidal Marín se licenciaron junto a 131 hombres, pasando a formar parte de la 38.ª promoción de esa facultad.Las tres pioneras ejercieron su profesión en el ámbito de las telecomunicaciones.

## Trayectoria
Álvarez Bartolomé es considerada una de las 8 mujeres españolas más relevantes que abrieron camino en el campo de la ciencia y la tecnología en España. Estas mujeres científicas han sido y son un referente para las siguientes generaciones de miles de mujeres dedicadas a la ciencia.
En 2017 con motivo de la celebración del Día de la mujer trabajadora, ESET, la mayor empresa de seguridad informática con sede en la Unión Europea, homenajeó a las mujeres que dieron los primeros pasos en el desarrollo de la ciencia y la tecnología en España.